# Samboal
Samboal es un municipio y localidad española de la provincia de Segovia, en la comunidad autónoma de Castilla y León. El término municipal, ubicado en la comarca de la Tierra de Pinares, tiene una población de 461 habitantes (INE 2024).

## Geografía

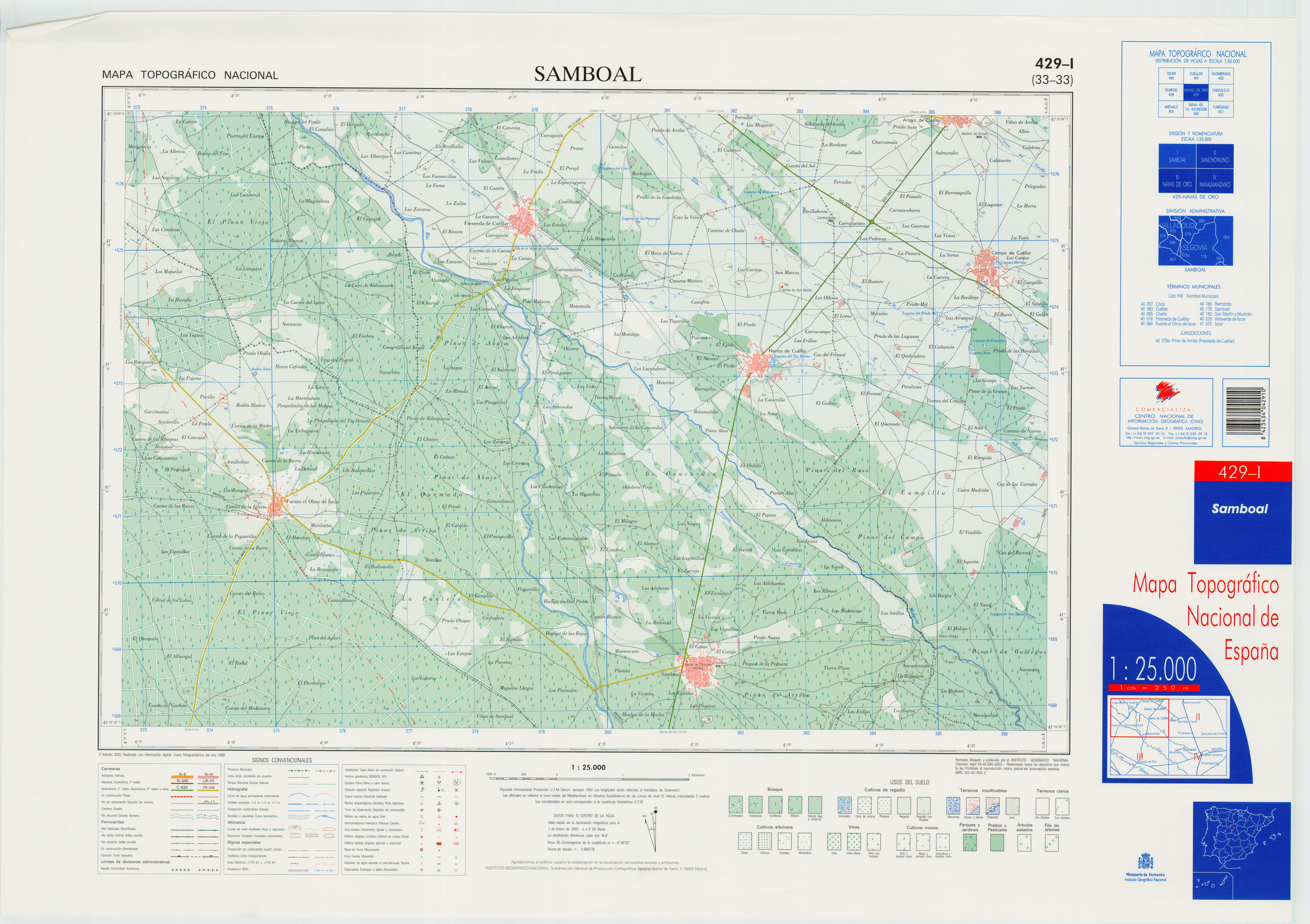
Fragmento de la hoja 429 del Mapa Topográfico Nacional de España de 2002 en el que se representa parte de Samboal

Pertenece a la Comunidad de Villa y Tierra de Cuéllar.
| Noroeste: Íscar (Valladolid)                           | Norte: Fresneda de Cuéllar, Chañe | Noreste: Cuéllar              |
| Oeste: enclave de El Pinar (Fresneda de Cuéllar), Coca |                                   | Este: Cuéllar                 |
| Suroeste: Coca                                         | Sur: Navas de Oro                 | Sureste: San Martín y Mudrián |

### Núcleos de población
- Narros de Cuéllar, municipio independiente hasta 1970,[1] con su despoblado de Aldehuela del Carracillo
- Samboal, capital del municipio.

## Historia

### Samboal en elsigloXIX
«San Boal», así se conocía a mediados del siglo XIX a Samboal. En esa época, la descripción del pueblo realizada por Pascual Madoz en "Diccionario geográfico-estadístico-histórico de España", apunta la existencia de 80 casas, ayuntamiento, en el que estaba la cárcel, y escuela de instrucción primaria mixta. Tenía en aquellos años 75 vecinos, que sumaban «320 almas». Fundamentalmente agrícola, sus gentes cultivaban trigo, centeno, algarrobas, patatas y piñones. Además tenían ganado lanar y vacuno y cazaban liebres y perdices. También se dedicaban al comercio del piñón que extraían de sus poblados pinares y solían vender a los aragoneses.

En 1991, hubo un intento, por parte de la corporación municipal de Samboal, de que Narros de Cuéllar se constituirse de nuevo como municipio independiente y se denegó el 14 de octubre de 1999. El 8 de abril de 2008, la Sala tercera del tribunal supremo desestima el recurso de casación interpuesto contra la sentencia que confirmó el Decreto de denegación de la segregación.

## Demografía
Cuenta con una población de 461 habitantes (INE 2024).
| Gráfica de evolución demográfica de Samboal entre 1842 y 2021 |
| |
| Población de derecho según los censos de población del INE. Población de hecho según los censos de población del INE.En 1970 crece el término del municipio porque incorpora a Narros de Cuéllar. |

## Administración y política
| Periodo   | Nombre                                                              | Partido                             |
| --------- | ------------------------------------------------------------------- | ----------------------------------- |

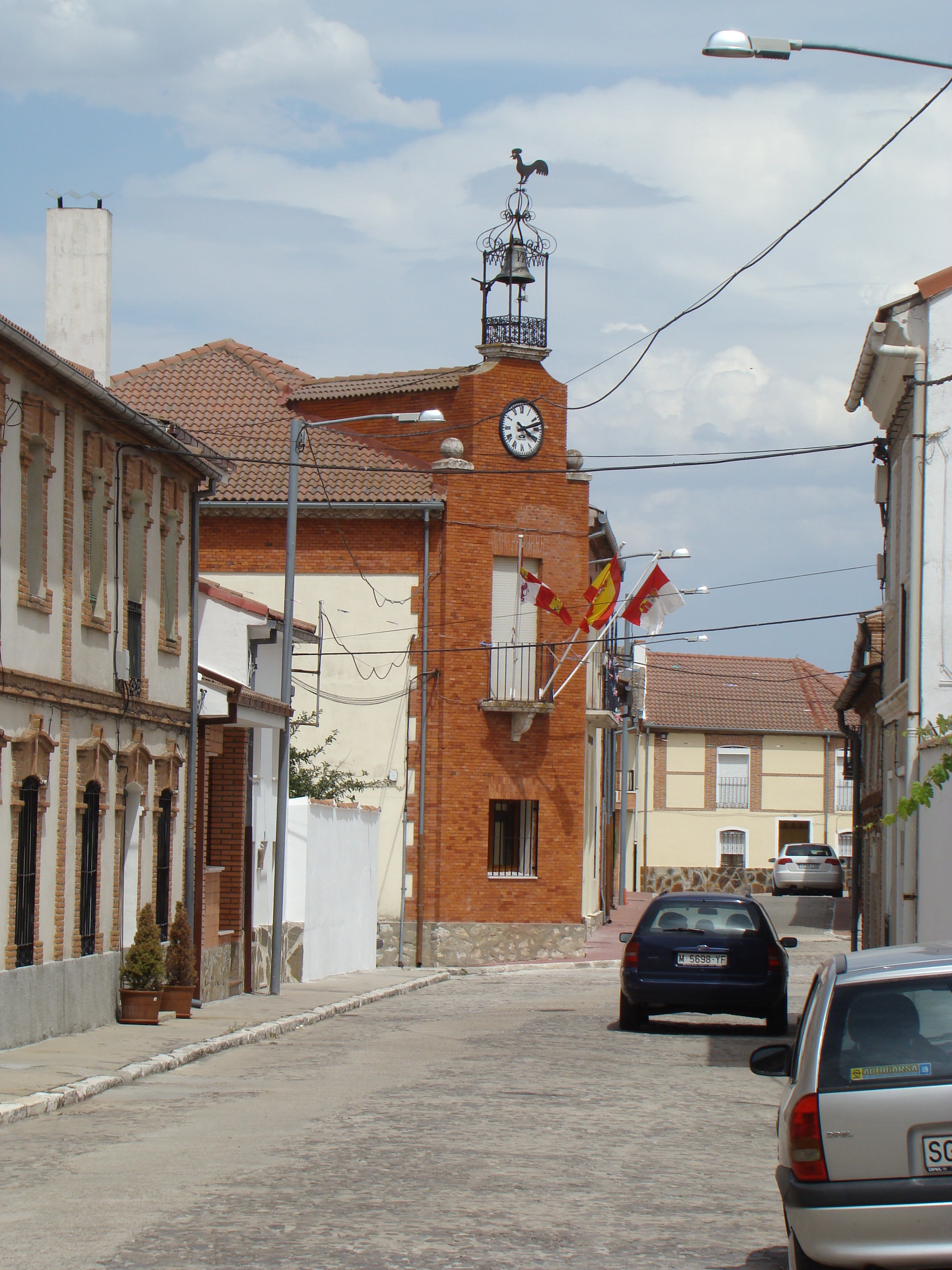
Casa consistorial

| 1979-1983 | Fernando Fernández Aragón                                           | UCD                                 |
| 1983-1987 | Luis Herrero Pérez (1983-1984)Fernando Santos Fernández (1984-1987) | PSOE                                |
| 1987-1991 | Jesús Núñez de Pablos                                               | PSOE                                |
| 1991-1995 | Jesús Núñez de Pablos (1991-1995)Alfonso Laguna Velasco (1995)      | PSOE                                |
| 1995-1999 | Teodomiro Yusta Herrerro                                            | PSOE                                |
| 1999-2003 | José Carlos Martín Cuesta                                           | Agrupación Independiente de Samboal |
| 2003-2007 | José Carlos Martín Cuesta                                           | Agrupación Independiente de Samboal |
| 2007-2011 | José Carlos Martín Cuesta                                           | Agrupación Independiente de Samboal |
| 2011-2015 | José Carlos Martín Cuesta                                           | Agrupación Independiente de Samboal |
| 2015-2019 | José Carlos Martín Cuesta                                           | Agrupación Independiente de Samboal |
| 2019-2023 | José Carlos Martín Cuesta                                           | Agrupación Independiente de Samboal |
| 2023-act. | José Carlos Martín Cuesta                                           | Agrupación Independiente de Samboal |

## Patrimonio
En la localidad se encuentra la Iglesia de Samboal de Carracielo del Pinar, declarada bien de interés cultural en 2001. De estilo románico-mudéjar, se trata, junto con la iglesia de San Andrés de Cuéllar, del máximo exponente de la arquitectura de ladrillo de Segovia.

## Fiestas
En la localidad se celebran las fiestas patronales de San Baudilio (20 de mayo) y las de la Virgen del Carmen (16 de julio).
También se celebra Santa Águeda el día 5 de febrero.